# Alfred Józef Potocki

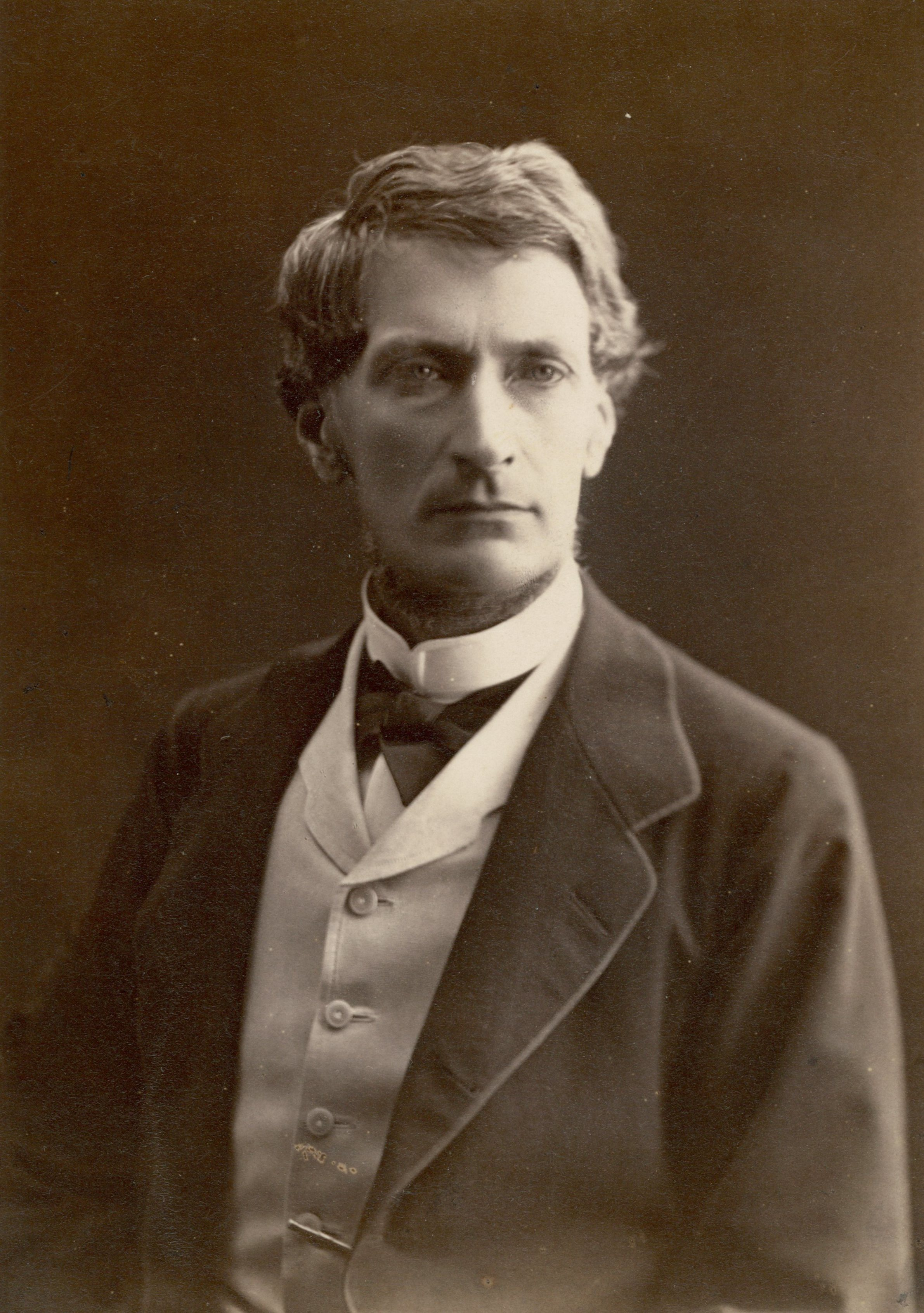
Alfred Józef Potocki, Fotografie von Adèle ca. 1867

Alfred Józef Potocki (eigentlich Alfred II. Józef Marian Graf Potocki von Pilawa; * 29. Juli 1817 oder 1822 in Łańcut, Königreich Galizien, heute Polen; † 18. Mai 1889 in Paris) war ein polnisch-österreichischer Großgrundbesitzer und Politiker. Er war von 1870 bis 1871 Ministerpräsident Cisleithaniens (der österreichischen Reichshälfte) in Österreich-Ungarn und von 1875 bis 1883 Statthalter des Königreichs Galizien und Lodomerien.

## Herkunft
Alfred stammte aus der kleinpolnischen Magnatendynastie der Potockis, seine Eltern waren Alfred Wojciech Potocki (1786–1862) und Józefina Maria Czartoryska (1787–1862); der Schriftsteller Jan Potocki war sein Großvater. Seine Schwester Julie Eudoxia (1818–1895) war mit dem General Franz von Liechtenstein verheiratet. Seine Schwester Sophie (1820–1882) heiratete den Diplomaten Moritz II. von Dietrichstein-Proskau-Leslie.

## Leben
Nach dem Studium der Rechtswissenschaft an der Universität Wien trat Potocki zunächst in den diplomatischen Dienst, von 1844 bis 1848 war er als Attaché an der Gesandtschaft in London eingesetzt.
Nach dem Rücktritt des bisherigen Abgeordneten Jerzy Fürst Lubomirski wurde er im Januar 1849 als Vertreter des galizischen Wahlkreises Łańcut in den österreichischen Reichstag gewählt, der jedoch schon zwei Monate später aufgelöst wurde. Danach widmete er sich der Verwaltung seines Fideikommisses Łańcut. Nach der Hochzeit mit Maria Prinzessin Sanguszkówna 1851 verfügte er auch über deren Güter im russisch beherrschten Teil Polens. Das Paar bekam zwei Töchter und zwei Söhne.
Nach der Einführung eines konstitutionellen Systems durch das Februarpatent 1861 war Potocki erbliches Mitglied des österreichischen Herrenhauses und Abgeordneter des Landtages von Galizien. Von 30. Dezember 1867 bis 15. Jänner 1870 war er im sogenannten Bürgerministerium der erste Leiter des neu eingerichteten k.k. Ackerbauministeriums von Cisleithanien (der österreichischen Reichshälfte der Habsburgermonarchie). Er trat zurück, weil er mit seiner Meinung zum Föderalismus im Kabinett in der Minderheit blieb.

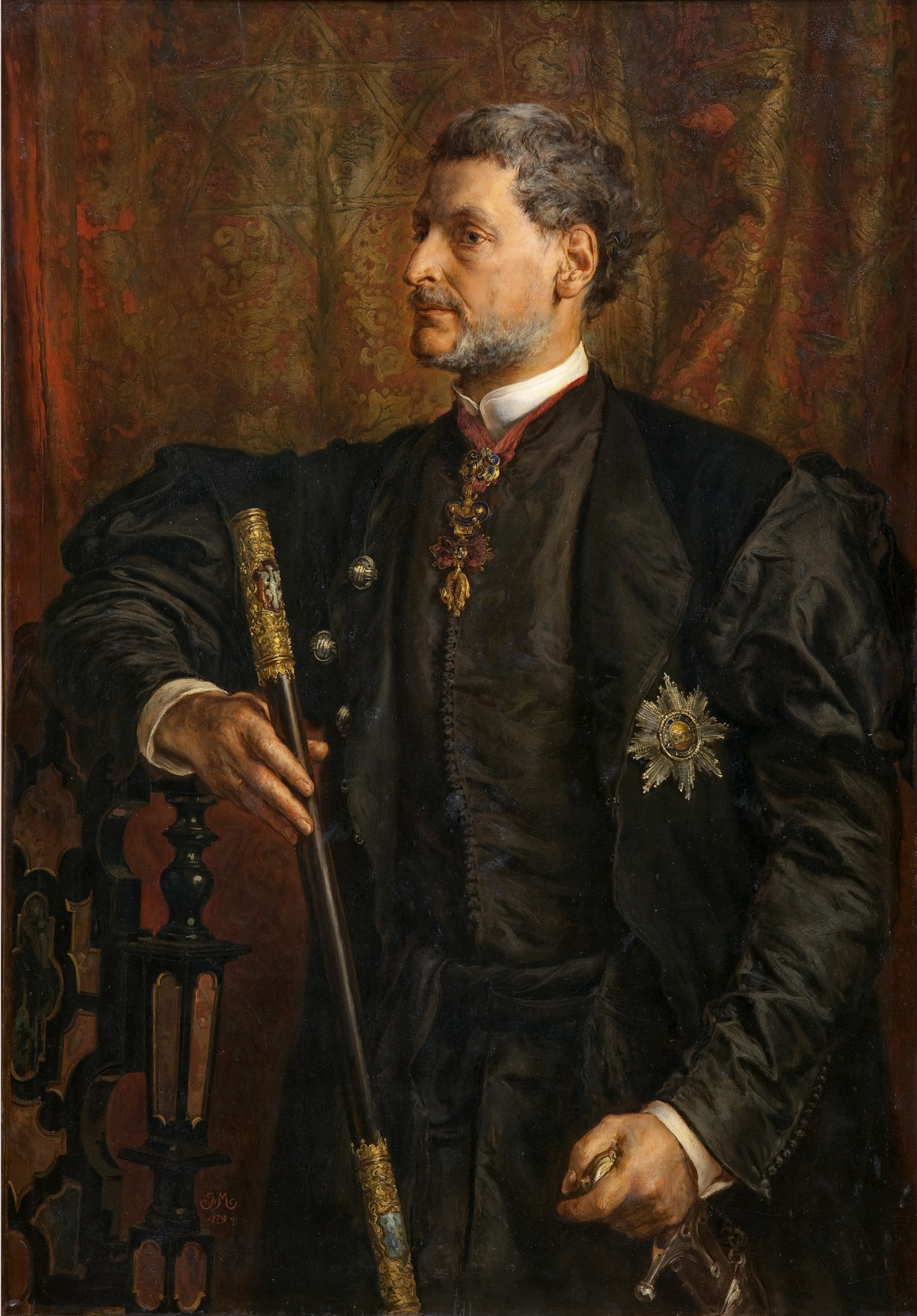
Porträt des Alfred Potocki (von Jan Matejko, 1879)

Nach dem Scheitern des liberalen Bürgerministeriums ernannte Kaiser Franz Joseph I. Potocki am 12. April 1870 zum k.k. Ministerpräsidenten und Landesverteidigungsminister eines Beamtenkabinetts, dem u. a. Sisinio von Pretis-Cagnodo als Handelsminister angehörte. In seiner Amtszeit wurde entgegen seinen Vorbehalten das Konkordat mit dem Heiligen Stuhl aufgekündigt. Er versuchte vergeblich, einen föderalistischen Ausgleich in Cisleithanien zu erreichen. Da es ihm nicht gelang, die Mitarbeit der Tschechen im Reichsrat zu erlangen, trat er am 6. Februar 1871 zurück.
Von 1872 bis 1875 war Potocki Präsident der Krakauer Wechselseitigen Brandschaden-Versicherung „Florianka“. Er setzte sich zudem für die Stärkung von Kultur und Wissenschaft im österreichisch beherrschten Teil Polens ein, beispielsweise als Mitbegründer der Akademia Umiejętności („Akademie der Gelehrsamkeit“) in Krakau im Jahre 1873. Im April und Mai 1875 stand er dem galizischen Landtag als Landmarschall (marszałek krajowy) vor. Dann ernannte der Kaiser ihn zum Statthalter Galiziens, bis 1883 war er damit der ranghöchste Staatsbeamte in diesem Kronland. Als liberal-konservativer Monarchist unterstützte Potocki nicht nur das Reichskonzept Franz Josephs I., sondern plädierte auch für eine friedliche Lösung des zunehmenden polnisch-ukrainischen Konflikts.
Auf seinen heimatlichen Gütern gehörte Potocki, einer der reichsten Polen seiner Zeit, zu den Modernisierern der Landwirtschaft und der Agrarindustrie. In Lemberg ließ er sich Ende der 1880er-Jahre den Potocki-Palast erbauen. Seine Ehefrau Maria Klementina war die tonangebende Dame in der Lemberger Gesellschaft. Sein Sohn Roman Graf Potocki (1851–1915) erbte die Güter und folgte dem Vater auch in die Politik, er wurde ebenfalls Abgeordneter und später Mitglied des Herrenhauses.